# Ala I Thracum Victrix

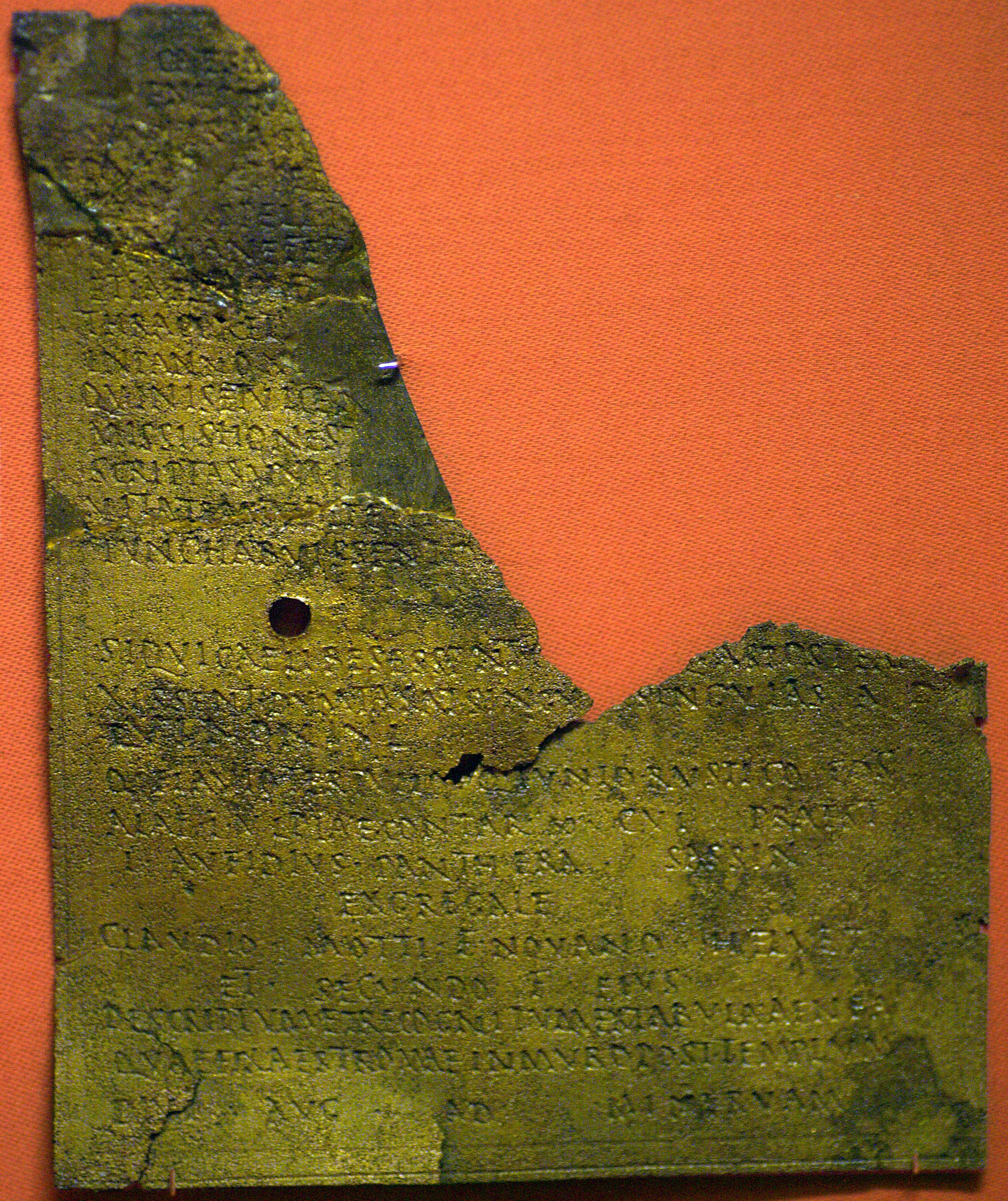
Das Militärdiplom von 133 n. Chr.

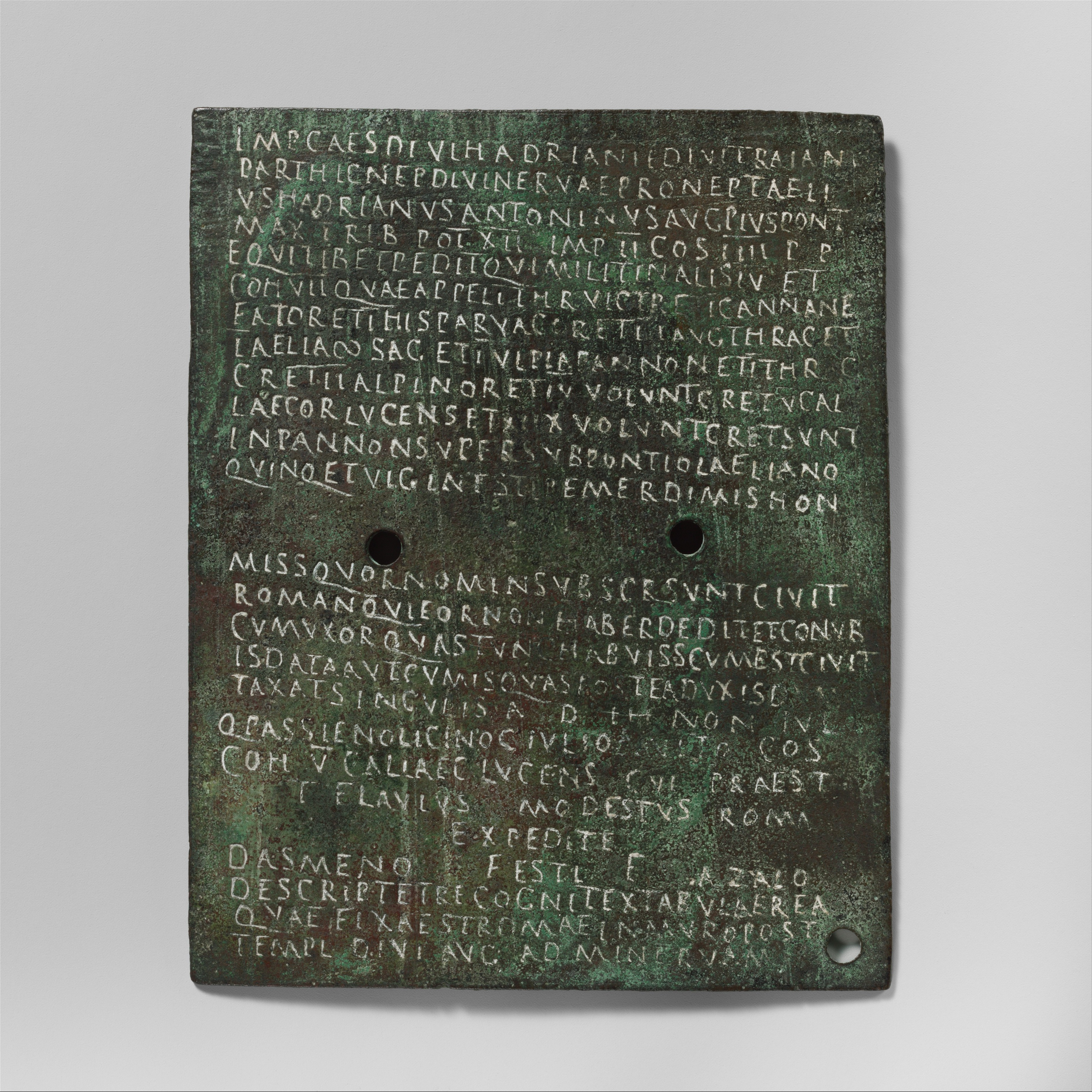
Das Diplom von 149 n. Chr.

Die Ala I Thracum Victrix [civium Romanorum] (deutsch 1. Ala der Thraker die Siegreiche [der römischen Bürger]) war eine römische Auxiliareinheit. Sie ist durch Militärdiplome belegt.

## Namensbestandteile
- Ala: Die Ala war eine Reitereinheit der Auxiliartruppen in der römischen Armee.

- I: Die römische Zahl steht für die Ordnungszahl die erste (lateinisch prima). Daher wird der Name dieser Militäreinheit als Ala prima .. ausgesprochen.

- Thracum: der Thraker. Die Soldaten der Ala wurden bei Aufstellung der Einheit aus dem Volk der Thraker auf dem Gebiet der römischen Provinz Thrakien rekrutiert.

- victrix: die Siegreiche. Der Zusatz kommt bis auf eine Ausnahme in allen Militärdiplomen vor.

- civium Romanorum: der römischen Bürger. Den Soldaten der Einheit war das römische Bürgerrecht zu einem bestimmten Zeitpunkt verliehen worden. Für Soldaten, die nach diesem Zeitpunkt in die Einheit aufgenommen wurden, galt dies aber nicht. Sie erhielten das römische Bürgerrecht erst mit ihrem ehrenvollen Abschied (Honesta missio) nach 25 Dienstjahren. Der Zusatz kommt in den Militärdiplomen von 159 vor.

- sagittariorum oder sagittaria: der Bogenschützen. Der Zusatz kommt in zwei Militärdiplomen (AE 2004, 1905, RMM 32) vor.[1][A 1]

Da es keine Hinweise auf den Namenszusatz milliaria (1000 Mann) gibt, war die Einheit eine Ala quingenaria. Die Sollstärke der Ala lag bei 480 Mann, bestehend aus 16 Turmae mit jeweils 30 Reitern.

## Geschichte
Die Ala war in den Provinzen Noricum und Pannonia superior (in dieser Reihenfolge) stationiert. Sie ist auf Militärdiplomen für die Jahre 79 bis 163 n. Chr. aufgeführt.
Die Einheit wurde vermutlich unter Claudius (41–54) aufgestellt. Den Beinamen Victrix dürfte sie unter Claudius oder Vespasian (69–79) erworben haben, möglicherweise bei Aufständen in Germanien oder Nordgallien. Der erste Nachweis der Einheit in Noricum beruht auf Diplomen, die auf 79 datiert sind. In den Diplomen wird die Ala als Teil der Truppen (siehe Römische Streitkräfte in Noricum) aufgeführt, die in der Provinz stationiert waren. Ein weiteres Diplom, das auf 95 datiert ist, belegt die Einheit in derselben Provinz.
Zu einem unbestimmten Zeitpunkt wurde die Ala in die Provinz Pannonia superior verlegt, wo sie erstmals durch ein Diplom nachgewiesen ist, das auf 126 datiert ist. In dem Diplom wird die Ala als Teil der Truppen (siehe Römische Streitkräfte in Pannonia) aufgeführt, die in der Provinz stationiert waren. Weitere Diplome, die auf 133 bis 163 datiert sind, belegen die Einheit in derselben Provinz.
Aus den Diplomen von 159 ist ersichtlich, dass 25 Jahre zuvor eine außergewöhnlich große Anzahl an Rekruten in die Ala aufgenommen wurde. Da im Zeitraum 132/134 aber keine Kampfhandlungen in Pannonien bekannt sind, wurde vermutlich eine Vexillation der Einheit in die Provinz Iudaea verlegt, um an der Niederschlagung des Bar-Kochba-Aufstands teilzunehmen.

## Standorte
Standorte der Ala in Noricum waren möglicherweise:
- Lentia (Linz)

Standorte der Ala in Pannonia waren möglicherweise:
- Aequinoctium (Fischamend)
- Carnuntum
- Ala Nova (Schwechat)

## Angehörige der Ala
Folgende Angehörige der Ala sind bekannt:

### Kommandeure
| - Sulpicius Pompeius: er wird auf vier Diplomen von 159 als Kommandeur genannt. | - Tiberius Claudius Apollinaris: er wird auf den Diplomen von 79 als Kommandeur genannt. |

### Sonstige
| - Cotus, ein Soldat: ein Diplom von 79 (RMM 3) wurde für ihn ausgestellt. - Dese, ein Soldat: ein Diplom von 159 (RMD 5, 424) wurde für ihn ausgestellt. - Gusula, ein Soldat: ein Diplom von 79 (ZPE-146-239) wurde für ihn ausgestellt. - Suris, ein Soldat: ein Diplom von 159 (RMD 5, 422) wurde für ihn ausgestellt. | - Ti(berius) [Cl(audius)] Aplo, ein Reiter (CIL 3, 4244) - Ti(berius) Claud[ius] Vanamiu[s], ein Reiter (CIL 3, 4244) - Ulpius Titus, ein Reiter |